# 1ª Divisão 1983-1984 (hockey su pista)
La 1ª Divisão 1983-1984 è stata la 44ª edizione del torneo di primo livello del campionato portoghese di hockey su pista; disputato tra il 5 novembre 1983 e il 20 maggio 1984 si è concluso con a vittoria del Porto, al suo secondo titolo.

## Stagione

### Formula
La 1ª Divisão 1983-1984 vide ai nastri di partenza sedici club; la manifestazione fu organizzata con un girone all'italiana, con gare di andata e ritorno per un totale di 30 giornate: erano assegnati tre punti per l'incontro vinto e due punti a testa per l'incontro pareggiato, mentre non ne era attribuito uno solo per la sconfitta. Al termine del campionato la squadra prima classificata venne proclamata campione del Portogallo. Le squadre classificate dal quattordicesimo al sedicesimo posto retrocedettero direttamente in 2ª Divisão, il secondo livello del campionato.

## Classifica finale
|  | Pos. | Squadra          | Pt | G  | V  | N | P  | GF  | GS  | DR   |
|  | ---- | ---------------- | -- | -- | -- | - | -- | --- | --- | ---- |
|  | 1.   | Porto            | 83 | 30 | 27 | 1 | 2  | 235 | 115 | +120 |
|  | 2.   | Sporting CP      | 81 | 30 | 25 | 1 | 4  | 258 | 95  | +163 |
|  | 3.   | Juventude Viana  | 74 | 30 | 21 | 2 | 7  | 153 | 83  | +70  |
|  | 4.   | Benfica          | 74 | 30 | 20 | 4 | 6  | 215 | 126 | +89  |
|  | 5.   | Sanjoanense      | 72 | 30 | 20 | 2 | 8  | 196 | 131 | +65  |
|  | 6.   | Belenenses       | 61 | 30 | 15 | 1 | 14 | 165 | 159 | +6   |
|  | 7.   | Sesimbra         | 58 | 30 | 13 | 2 | 15 | 160 | 153 | +7   |
|  | 8.   | Sporting Tomar   | 58 | 30 | 13 | 2 | 15 | 145 | 184 | -39  |
|  | 9.   | Paço de Arcos    | 57 | 30 | 11 | 5 | 14 | 158 | 162 | -4   |
|  | 10.  | Oeiras           | 55 | 30 | 12 | 1 | 17 | 164 | 190 | -26  |
|  | 11.  | Amadora          | 54 | 30 | 11 | 2 | 17 | 126 | 159 | -33  |
|  | 12.  | Oliveirense      | 54 | 30 | 10 | 4 | 16 | 116 | 134 | -18  |
|  | 13.  | Famalicense      | 52 | 30 | 10 | 2 | 18 | 155 | 188 | -33  |
|  | 14.  | Parede           | 48 | 30 | 8  | 2 | 20 | 127 | 156 | -29  |
|  | 15.  | Carvalhos        | 42 | 30 | 4  | 4 | 22 | 97  | 250 | -153 |
|  | 16.  | Alenquer Benfica | 39 | 30 | 2  | 1 | 27 | 75  | 260 | -185 |

Legenda:
  Vincitore della Coppa del Portogallo 1983-1984.
      Qualificato in Coppa dei Campioni 1984-1985.
      Qualificato in Coppa delle Coppe 1984-1985.
      Qualificato in Coppa CERS 1984-1985.
      Retrocesse in 2ª Divisão 1984-1985.
Note:
Tre punti a vittoria, due a pareggio, uno a sconfitta.
In caso di parità di punteggio, le posizioni erano decise per differenza reti generale.